# エーロ・アホ
エーロ・マッティ・アホ（Eero-Matti Aho、1968年1月26日 - ）は、フィンランド出身の俳優である。1991年の初舞台以来、多くの舞台、映画、テレビドラマなどに出演している。
2008年にはモロッコのマラケシュ国際映画祭にて最優秀男優賞を受賞（受賞作品「4月の涙」）。2014年にはフィンランド最大の映画賞ユッシ・アウォーズにて同じく最優秀男優賞を受賞（受賞作品「8パーロ」）した。
私生活では1994年に女優のティーナ・リミと結婚し、2003年に離婚した。2006年には女優で歌手のヴオッコ・ホヴァッタと再婚するも2013年に離婚。その後、2016年に交際中のニュース番組司会者テレサ・メリライネンとの間に子供が生まれた。